# Neoechinorhynchus topseyi
Neoechinorhynchus topseyi är en hakmaskart som beskrevs av Podder 1937. Neoechinorhynchus topseyi ingår i släktet Neoechinorhynchus och familjen Neoechinorhynchidae. Inga underarter finns listade i Catalogue of Life.